# تاتم رید
تاتم رید (انگلیسی: Tatum Reed؛ زاده ۸ اوت ۱۹۸۰) یک بازیگر پورنوگرافی است.